# Provincia de Kardzhali
La provincia de Kardzhali (en búlgaro: Област Кърджали), es una provincia u óblast ubicado al sur de Bulgaria. Limita al norte con la provincia de Plovdiv; al este con la de Haskovo; al sur con Grecia y al oeste con la de Smolyan.

## Subdivisiones
La provincia está integrada por siete municipios:
1. Municipio de Ardino (capital: Ardino)
2. Municipio de Chernoochene (capital: Chernoochene)
3. Municipio de Dzhebel (capital: Dzhebel)
4. Municipio de Kardzhali (capital: Kardzhali)
5. Municipio de Kirkovo (capital: Kirkovo)
6. Municipio de Krumovgrad (capital: Krumovgrad)
7. Municipio de Momchilgrad (capital: Momchilgrad)